# 망고플레이트
망고플레이트(MangoPlate)는 2013년 4월 1일에 설립된 스타트업 컴퍼니로, 같은해 10월 1일에 망고플레이트라는 서비스를 출시했다. 4명의 공동창업자에 의해 맛집 검색 및 추천서비스를 주 분야로 해서 설립한 회사로, 퀄컴 벤처스, 소프트뱅크벤처스, YJ캐피털로부터 67억원의 추가투자를 유치한 바 있다. 현재 구글 플레이, 애플 앱스토어, 모바일 웹과 PC웹 보관됨 2017-09-13 - 웨이백 머신으로 서비스하고 있다.

## 연혁

### 2016년
- 12월 - 11회 - K-ICT 대한민국 인터넷 대상 - 조선일보사장상[1]
- 8월 - 서울시 관광 우수 IT서비스로 선정[2]
- 7월 - B2B 서비스 '망고웨잇' 런칭[3]

### 2015년
- 10월 - 망고플레이트 앱 대규모 리뉴얼 업데이트 실시
- 6월 - 퀄컴 벤처스, 소프트뱅크벤처스, YJ캐피털로부터 67억원 추가투자 유치[4]

### 2014년
- 10월 - 소프트뱅크벤처스 투자 유치[5]
- 6월 - SparkLabs Global 투자 유치, 글로벌시장형 창업 사업화 R&D 사업(TIPS)선정
- 5월 - beLAUNCH 2013 Global Brain Winner 선정

### 2013년
- 10월 1일 - '망고플레이트' 서비스 출시
- 6월 – SparkLabs Accelerator 2기 선정
- 4월 1일 – 망고플레이트 회사 설립

## 서비스
| 이름         | 플랫폼        | 출시일     | 서비스지역 |
| ------------ | ------------- | ---------- | ---------- |
| 망고플레이트 | iOS / Android | 2013.10. 1 | 대한민국   |